# Maria de Saxònia-Altenburg
Maria de Saxònia-Altenburg, reina de Hannover (Hilburghausen 1818 - Gmunden (Alta Àustria 1907). Princesa de Saxònia-Altenburg i duquessa a Saxònia, era princesa amb el tractament d'altesa essent membre d'una petita família ducal que retenia la sobirania sobre un ducat de l'Alemanya central.
Nascuda el 14 d'abril de 1818 a la ciutat de Hilburghausen a l'actual land alemany de Turíngia, era filla del duc Josep I de Saxònia-Altenburg i de la duquessa Amàlia de Württemberg. Maria era neta per via paterna del duc Frederic I de Saxònia-Altenburg i de la duquessa Carlota de Mecklenburg-Strelitz; mentre que per via materna ho era del duc Lluís de Württemberg i de la duquessa Enriqueta de Nassau-Weilburg.
Entre d'altres, Maria era germana de les princesa Alexandra de Saxònia-Altenburg, gran duquessa de Rússia, i de la princesa Elisabet de Saxònia-Altenburg.
El 18 de febrer de l'any 1843 contragué matrimoni a la ciutat de Hannover amb el príncep hereu i futur rei Jordi V de Hannover, fill del rei Ernest August I de Hannover. Jordi perdé de forma total la vista arran d'un accident amb cavall. El príncep regalà a la seva promesa el magnífic Castell de Marienburg a la ciutat de Hannover.
La parella tingué tres filles:
- SAR el príncep Ernest August de Hannover, nat a Hannover el 1845 i mort a Gmunden el 1923. Es casà amb la princesa Thyra de Dinamarca.

- SAR la princesa Frederica de Hannover, nada a Hannover el 1848 i morta a Biarritz el 1926. Es casà amb el baró Alfons von Pawel-Ramingen.

- SAR la princesa Maria Ernestina de Hannover, nada a Hannover el 1849 i morta a Gmunden el 1904.

L'any 1866 hagué de partir a l'exili amb el seu espòs, essent accolits a Viena per l'emperador Francesc Josep I d'Àustria. L'any 1878, el rei Jordi V de Hannover moria i Maria es convertia en viuda.
La reina Maria de Hannover erigida els últims anys de la seva vida com un model de dona familiar, dolça i respectada per tothom, morí l'any 1907 a l'exili austríac de Gmunden a l'edat de 89 anys.